# Canton d'Henrichemont
Le canton de Henrichemont est une ancienne division administrative française située dans le département du Cher.

## Géographie
Ce canton du Cher-Nord était organisé autour de Henrichemont dans l'arrondissement de Bourges. Son altitude variait de 191 m (Montigny) à 428 m (Humbligny) pour une altitude moyenne de 290 m.

## Représentation

### conseillers généraux de 1833 à 2015
| Période                                  | Période          | Identité                                            | Étiquette   | Qualité |
| ---------------------------------------- | ---------------- | --------------------------------------------------- | ----------- | --- |
| 1833                                     | 1848             | Baron Benjamin de Tascher de la Pagerie (1797-1858) |             | Ancien lieutenant de chasseurs Maire de Thauvenay |
| 1848                                     | 1870 (décès)     | Prosper Louis Philippe Barrierre (1798-1870)        |             | Avocat à Sancerre Juge de paix et propriétaire à Henrichemont, conseiller d'arrondissement |
| 1870                                     | 1886 (démission) | Dominique Pérussault (1821-1887)                    | Républicain | Docteur en médecine Adjoint puis maire d'Henrichemont |
| 1886                                     | 1892             | Amynthas Foucher-Cousin                             | Républicain | Négociant à Henrichemont |
| 1892                                     | 1894 (décès),    | Félix Joseph Gilles Barbé                           |             | Docteur en médecine à Henrichemont |
| 1894                                     | 1907             | Amynthas Foucher-Cousin                             | Rad.        | Négociant, maire d'Henrichemont |
| 1907                                     | 1913             | Abel Jossant                                        | Rad.        | Agriculteur-viticulteur à Montigny |
| 1913                                     | 1940             | Eugène-Octave Fouchard (1874-1954)                  | Rad.        | Carrossier Maire d'Henrichemont (1912-1919, 1924-1937), conseiller d'arrondissement Nommé membre de la Commission administrative départementale en 1941 Nommé conseiller départemental en 1943 |
|                                          |                  |                                                     |             | |
| 1945                                     | 1949             | Gaston Fouchard (1901-1959)                         | SFIO        | Charron Maire d'Henrichemont (1945-1947) |
| 1949                                     | 1967             | André Baillon                                       | DVD         | Notaire à Henrichemont |
| 1967                                     | 1976 (décès)     | André Fruchard                                      | DVD         | Maire d'Henrichemont |
| 1976                                     | 1979             | Jean Pascaud                                        | PS          | Conseiller municipal d'Henrichemont |
| 1979                                     | 2004             | Joseph Guéguen                                      | UDF         | Vétérinaire Maire d'Henrichemont (1971-1995) |
| 2004                                     | 2015             | Jean-Claude Morin                                   | UMP         | Agriculteur propriétaire-exploitant Maire d'Henrichemont depuis 2008 Elu en 2015 dans le Canton de Saint-Germain-du-Puy                                                                        |
| Les données manquantes sont à compléter. |                  |                                                     |             | |

### Conseillers d'arrondissement (de 1833 à 1940)
Le canton d'Henrichemont faisait partie de l'arrondissement de Sancerre jusqu'à sa disparition en 1926.
| Période                                  | Période      | Identité                                 | Étiquette | Qualité |
| ---------------------------------------- | ------------ | ---------------------------------------- | --------- | --- |
| 1833                                     | 1842         | Jacques Auguste André Gromet (1795-1848) |           | Notaire, maire d'Henrichemont                                                                               |
| 1842                                     | 1848         | Prosper-Louis-Philippe Barrière          |           | Propriétaire, avoué à Sancerre                                                                              |
| 1848                                     |              | Germain Gay                              |           | Maire d'Henrichemont                                                                                        |
|                                          |              |                                          |           | |
| 1871                                     | 1880         | Pierre Chenu de Guèche (1810-1890)       |           | Maître de forges, maire de Neuvy-Deux-Clochers                                                              |
| 1880                                     | 1886         | M. Foucher                               |           | |
| 1886                                     | 1892         | Anicet Cirrode                           |           | Fabricant, adjoint au maire d'Henrichemont                                                                  |
| 1892                                     | 1907         | Abel Jossant                             | Rad.      | Agriculteur-viticulteur à Montigny                                                                          |
| 1907                                     | 1913         | Eugène-Octave Fouchard                   | Rad.      | Carrossier Maire d'Henrichemont (1912-1919)                                                                 |
| 1919                                     | 1927 (décès) | Théodore-Edmond Guillemin                | Rad.      | Arboriculteur, adjoint au maire d'Henrichemont                                                              |
| 1927                                     | 1934         | Émile Bonnet                             | Rad.      | Cultivateur, conseiller municipal d'Henrichemont                                                            |
| 1934                                     | 1940         | Louis Desgorces                          | Rad.ind.  | Chirurgien-dentiste à Henrichemont                                                                          |
| 1940                                     |              |                                          |           | Les conseils d'arrondissement ont été suspendus par la loi du 12 octobre 1940 et n'ont jamais été réactivés |
| Les données manquantes sont à compléter. |              |                                          |           | |

## Composition
Le canton de Henrichemont regroupait sept communes et comptait 3 411 habitants (recensement de 1999 sans doubles comptes).
| Communes            | Population (2012) | Code postal | Code Insee |
| ------------------- | ----------------- | ----------- | ---------- |
| Achères             | 354               | 18250       | 18001      |
| La Chapelotte       | 181               | 18250       | 18051      |
| Henrichemont        | 1 829             | 18250       | 18109      |
| Humbligny           | 180               | 18250       | 18111      |
| Montigny            | 373               | 18250       | 18151      |
| Neuilly-en-Sancerre | 212               | 18250       | 18162      |
| Neuvy-Deux-Clochers | 282               | 18250       | 18163      |

## Démographie
| 1962  | 1968  | 1975  | 1982  | 1990  | 1999  | 2006  | 2011  | 2012  |
| ----- | ----- | ----- | ----- | ----- | ----- | ----- | ----- | ----- |
| 4 489 | 3 961 | 3 656 | 3 519 | 3 408 | 3 411 | 3 418 | 3 455 | 3 465 |